# Negloides oceanitis
Negloides oceanitis là một loài bướm đêm trong họ Geometridae.